# مقاطعة لا سال (لويزيانا)
مقاطعة لا سال (بالإنجليزية: La Salle Parish, Louisiana)‏ هي إحدى مقاطعات ولاية لويزيانا في الولايات المتحدة. تأسست سنة 1908، وتبلغ مساحتها 1716 كم2، بلغ عدد سكانها 14890 نسمة في عام 2010 حسب إحصاء مكتب تعداد الولايات المتحدة وتصل الكثافة السكانية فيها 8.7 نسمة/كم2.

## وصلات خارجية
- United States Counties